# 黃展翹
黃展翹博士（英語：Janet Wong Chin-kiu，？—）， 香港政務官，現任懲教署政務秘書。
至2021年4月調職。

## 早年經歷
黃展翹在香港大學主修經濟，本科畢業後在一所國際銀行擔任管理培訓生，並先後在多所銀行中任職。她在銀行業最高晉升至副總裁，主管經營策略。

## 政府工作
適逢香港政府首次直接招聘高級政務主任，黃展翹在2002年加入政務職系，直接擔任高級政務主任。加入政府後，她曾任職多個政策局和部門，包括大學教育資助委員會秘書處、工商及科技局、民政事務局、運輸及房屋局、保安局、政務司司長辦公室和中央政策組。
根據公開資料，黃展翹在2006年擔任民政事務局首席助理秘書長（康樂及體育），期間曾協助籌辦第二屆全港運動會。2010年擔任運輸及房屋局首席助理秘書長時，負責公共交通服務相關的政策。2012年在保安局出任首席助理秘書長 (禁毒)1，主管禁毒處第一組。
2015年，黃展翹調至發展局，先後擔任首席助理秘書長 (工務) 特別職務及首席助理秘書長（工務）1，參與規劃大嶼山發展事宜和主管政策及發展組。在2018年10月底，因原發展局綠化、園境及樹木管理組主管葛文琪在超強颱風「山竹」襲港後辭職，她以兼任方式暫時署任該組主管。由於黃展翹欠缺樹藝方面背景，此任命備受業界質疑。2020年6月15日，黃展翹接任沙田民政事務專員一職，並在19日獲委任為太平紳士，接替調至大學教育資助委員會秘書處任副秘書長的陳婉雯。2021年4月，在沒有正式調職通告下，調職至懲教署擔任政務秘書。

### 2020年香港立法會選舉(原定)
黃展翹接任沙田民政事務專員同時，政府亦公佈2020年香港立法會選舉中各地區直選及功能組別的選舉主任安排，打破過去由當區民政事務專員擔任選舉主任的傳統做法，而是跨區配對。其中
新界東的沙田民政事務專員跨區出任2020年立法會選舉新界西選區之選舉主任。此安排被視為取消有意參選的民主派區議員的立法會選舉參選資格鋪路。

## 學歷
- 香港大學社會科學學士（經濟）
- 英國赫爾大學企業管理理學碩士
- 香港理工大學運營管理理學碩士
- 香港大學公共行政學博士 (2013年至2017年)－黃期間主要研究香港經濟政策[2]，並於2018年在林維峯教授的指導下完成其博士論文：A study of information processing in policymaking amid changing profiles of politicians and institutional arrangements in Hong Kong。[14]

## 逸聞
她是羽毛球愛好者。